# Neacomys guianae
El ratón erizado de Guyana (Neacomys guianae), también conocido como Neacomys guyanés, es una especie de roedor nocturno de Sudamérica. Habita en la selva tropical de las tierras bajas del noreste de Brasil, la Guayana francesa, Guyana, Surinam y Venezuela. Se alimenta de insectos, semillas y frutos.